# Жолио-Кюри, Фредерик
Фредери́к Жолио́-Кюри́ (фр. Jean Frédéric Joliot-Curie, до брака — Фредерик Жолио; 19 марта 1900, Париж — 14 августа 1958, там же) — французский физик и общественный деятель, один из основателей и лидеров всемирного Движения сторонников мира и Пагуошского движения учёных. Лауреат Нобелевской премии по химии (совместно с Ирен Жолио-Кюри, 1935) и, одновременно, инициатор Стокгольмского воззвания, посвящённого безусловному запрету атомного оружия. Муж Ирен Жолио-Кюри, зять Марии Склодовской-Кюри и Пьера Кюри, отец учёных Элен Ланжевен-Жолио (р. 1927, физик-ядерщик) и Пьера Жолио (р. 1932, биолог).
Член Французской академии наук (1943), иностранный член-корреспондент Академии наук СССР (1947), иностранный член Лондонского королевского общества (1946).

## Биография
Французский физик Жан Фредерик Жолио родился в Париже. Он был младшим из шести детей в семье процветающего коммерсанта Анри Жолио и Эмилии Родерер, которая происходила из зажиточной протестантской семьи из Эльзаса.
В 1910 году мальчика отдали учиться в лицей Лаканаль, провинциальную школу-интернат, но семь лет спустя после смерти отца он вернулся в Париж и стал студентом Эколь примэр сюперьер Лавуазье. Решив посвятить себя научной карьере, Жолио в 1920 году поступил в Высшую школу физики и прикладной химии в Париже и через три года окончил её лучше всех в группе.
Полученный Жолио диплом инженера говорил о том, что в образовании будущего учёного превалировало практическое применение химии и физики. Однако интересы Жолио лежали скорее в области фундаментальных научных исследований, что в значительной мере объяснялось влиянием одного из его учителей в Высшей школе физики и прикладной химии — французского физика Поля Ланжевена. Закончив прохождение обязательной воинской службы, Жолио, обсудив с Ланжевеном свои планы, получил совет попробовать занять должность ассистента у Марии Кюри в Институте радия Парижского университета.
Жолио последовал совету и в начале 1925 году приступил к своим новым обязанностям в этом институте, где, работая препаратором, продолжал изучать химию и физику. В следующем году (1926) он женился на Ирен Кюри, дочери Мари и Пьера Кюри, которая тоже работала в этом институте. С замужеством фамилия Ирен изменилась на Жолио-Кюри, однако Фредерик тоже использовал двойную фамилию. У супругов родились сын и дочь, и оба они стали учёными. А Фредерик, получив степень лиценциата (равносильную степени магистра наук), продолжил свою работу и в 1930 году был удостоен докторского звания за исследование электрохимических свойств радиоактивного элемента полония.
Попытки найти академическую должность не увенчались успехом, и молодой учёный уже совсем было решил вернуться к работе химика-практика на промышленном производстве, но Жан Перрен помог ему выиграть правительственную стипендию, позволившую Жолио-Кюри остаться в институте и продолжать исследования, связанные с воздействием радиации. В 1930 году немецкий физик Вальтер Боте обнаружил, что некоторые лёгкие элементы, в частности бериллий и бор, испускают сильную проникающую радиацию при бомбардировке их движущимися с высокой скоростью ядрами гелия (позднее это было названо облучением альфа-радиацией), образующимися при распаде радиоактивного полония.
Знание инженерного дела помогло Жолио-Кюри сконструировать чувствительный детектор с конденсационной камерой, с тем чтобы фиксировать эту проникающую радиацию, и приготовить образец с необычайно высокой концентрацией полония. С помощью этого аппарата супруги Жолио-Кюри (как они себя называли), начавшие своё сотрудничество в 1931 году, обнаружили, что тонкая пластинка водородсодержащего вещества, расположенная между облучённым бериллием или бором и детектором, увеличивает первоначальную радиацию почти вдвое.
Дополнительные опыты показали им, что это добавочное излучение состоит из атомов водорода, которые в результате столкновения с проникающей радиацией высвобождаются, приобретая чрезвычайно высокую скорость. Хотя ни один из этих двух исследователей не понял сути процесса, тем не менее проведённые ими точные измерения привели к тому, что в 1932 году Джеймс Чедвик открыл нейтрон — нейтральную частицу, входящую в состав атомного ядра.
Побочными продуктами при бомбардировке бора или алюминия альфа-частицами являются также позитроны (положительно заряженные электроны), которые в том же 1932 году были обнаружены американским физиком Карлом Д. Андерсоном. Супруги Жолио-Кюри изучали эти частицы с конца 1932 году — в течение всего 1933 года, а в самом начале 1934 года начали новый эксперимент. Закрыв отверстие конденсационной камеры тонкой пластинкой алюминиевой фольги, они облучали образцы бора и алюминия альфа-радиацией. Как они и ожидали, позитроны действительно испускались, но, к их удивлению, эмиссия позитронов продолжалась в течение нескольких минут и после того, как убирали полониевый источник.
Таким образом, Жолио-Кюри обнаружили, что некоторые из подвергаемых анализу образцов алюминия и бора превратились в новые химические элементы. Более того, эти новые элементы были радиоактивными: алюминий, поглощая два протона и два нейтрона альфа-частиц, превращался в радиоактивный фосфор, а бор — в радиоактивный изотоп азота. Поскольку эти неустойчивые радиоактивные элементы не были похожи ни на один из естественно образующихся радиоактивных элементов, ясно было, что они созданы искусственным путём. Впоследствии супруги Жолио-Кюри синтезировали большое число новых радиоактивных элементов.
В 1935 году Фредерику и Ирен Жолио-Кюри совместно была присуждена Нобелевская премия по химии «за выполненный синтез новых радиоактивных элементов». К. В. Пальмайер, представляя их от имени Шведской королевской академии наук, сказал: «Благодаря вашим открытиям впервые стало возможным искусственное превращение одного элемента в другой, до тех пор неизвестный. Результаты проведённых вами исследований имеют важнейшее сугубо научное значение». «Но кроме того, — продолжал Пальмайер, — физиологи, врачи и все страдающее человечество надеются обрести благодаря вашим открытиям бесценные лекарственные препараты». При этом 35-летний Фредерик до сих пор остаётся самым молодым лауреатом в данной номинации.
В своей Нобелевской лекции Фредерик Жолио-Кюри отметил, что применение искусственных радиоактивных элементов в качестве меченых атомов «упростит проблему нахождения и устранения различных элементов, существующих в живых организмах». Из накопленных сведений, сказал он, «можно сделать вывод, что не следует считать, будто несколько сотен атомов, образующих нашу планету, были созданы все одновременно и будут существовать вечно». Кроме того, добавил Фредерик Жолио-Кюри, «у нас есть основания полагать, что учёным… удастся осуществить превращения взрывного характера, настоящие химические цепные реакции», которые освободят огромное количество полезной энергии. «Однако, если разложение распространится на все элементы нашей планеты, — предупреждал учёный, — то последствия развязывания такого катаклизма могут только вызвать тревогу».
В 1937 году Фредерик Жолио-Кюри, продолжая работать в Институте радия, одновременно занял и должность профессора в Коллеж де франс в Париже. Здесь он создал исследовательский центр ядерной физики и химии и основал новую лабораторию, где отделы физики, химии и биологии могли работать в тесном сотрудничестве. Кроме того, учёный контролировал строительство одного из первых во Франции циклотронов, в котором при проведении исследований в качестве источника альфа-частиц должны были использоваться радиоактивные элементы.
В 1939 году, вслед за открытием немецким химиком Отто Ганом возможности деления (расщепления) атома урана, Жолио-Кюри нашёл прямое физическое доказательство того, что такое деление носит взрывной характер. Признавая, что огромное количество энергии, высвобождаемой в процессе расщепления атома, может быть использовано в качестве источника энергии, он приобрёл у Норвегии практически всё имевшееся тогда количество тяжёлой воды. Однако разразившаяся в это время Вторая мировая война и оккупация Франции германскими армиями заставили его прервать исследования. Подвергая себя значительному риску, Жолио-Кюри сумел тайно переправить имевшуюся в его распоряжении тяжёлую воду в Англию, где она была использована английскими учёными в ходе предпринимавшихся ими усилий по разработке атомного оружия.
Оставаясь в Париже в период оккупации, Жолио-Кюри, несмотря на свои антифашистские взгляды и членство в Французской социалистической партии (с 1934 года), сохранил за собой посты в Институте радия и в Коллеж де Франс. Будучи активным членом Движения Сопротивления, он возглавлял подпольную организацию «Национальный фронт» и использовал возможности своей лаборатории для изготовления взрывчатых веществ и радиоаппаратуры для борцов Сопротивления вплоть до 1944 года, когда ему самому пришлось скрываться. Подобно своему учителю Ланжевену, в самый разгар войны (в 1942 году) он становится членом Французской коммунистической партии (незадолго до своей смерти, в 1956 году, он будет избран членом ЦК ФКП).
После освобождения Парижа Фредерик Жолио-Кюри был назначен директором Национального центра научных исследований, на него была возложена ответственность за восстановление научного потенциала страны. В октябре 1945 года он убедил президента Шарля де Голля создать Комиссариат по атомной энергии Франции. Три года спустя он руководил пуском первого во Франции ядерного реактора.
В 1949 году выступал в качестве защитника СССР и советского строя на процессе Кравченко в Париже. Несмотря на то, что авторитет Жолио-Кюри как учёного и администратора был чрезвычайно высок, его связь с Французской коммунистической партией, в которую он вступил в 1942 году, вызывала недовольство, и в 1950 году он был освобождён с поста руководителя Комиссариата по атомной энергии.
Теперь Фредерик Жолио-Кюри посвящал бо́льшую часть своего времени исследовательской работе в лаборатории и преподаванию. Оставаясь активным политическим деятелем, он был также президентом Всемирного Совета Мира. В 1950 году, составил воззвание к человечеству, ООН и правительствам стран мира, вошедшее в историю под названием Стокгольмское воззвание, призвавшее придать атомному оружию статус незаконного.
Поскольку в 1950-х годах началась гонка атомных вооружений, за всеми учёными, поддерживающими связь с СССР, тщательно следили.

Жолио-Кюри неоднократно выступал с критикой накопления и создания атомного оружия. Естественно, во Франции также проводились ядерные исследования с целью накопления и развития ядерных вооружений. Жолио-Кюри неоднократно выступал с заявлениями (съезд коммунистической партии, апрель 1950):
While struggling against the war of aggression which is being prepared, I think about all those scientists who are helping a science in the service of the people, who are giving a magnificent example. I think about all those new men who have rescued the world and who have the hope of the world. It is why never the progressive scientists, the communist scientists will not give a portion of their science in order to make war against the Soviet Union.
Борясь с готовящейся агрессивной войной, я думаю обо всех тех ученых, которые помогают науке на службе людей, которые подают великолепный пример. Я думаю обо всех тех новых людях, которые спасли мир и имеют надежду на мир. Вот почему никогда прогрессивные ученые, ученые-коммунисты не отдадут часть своей науки для того, чтобы вести войну против Советского Союза.
«По техническим и военным секретам его позиция была такой же, ясной и притом очевидной», что фиксировалось разведкой.

В 1950 году Фредерик Жолио-Кюри выступил в Коллеж де Франс с заявлением (цитируется по английскому переводу):
Science is indispensable to the country. A power justifies its independence only by what it brings to others of originality. If it does not do that, it will be colonized. It is by patriotism that the scientist must develop his ideas and enlighten his fellow-citizens on the role of science, which must free mankind, and not serve to increase the particular profits.
Наука незаменима для страны. Сила науки оправдывает свою независимость только тем, что приносит другим оригинальность. Если этого не произойдет, она будет колонизированной. Именно в силу патриотизма ученый должен развивать свои идеи и просвещать своих сограждан о роли науки, которая должна освобождать человечество, а не служить увеличению конкретных прибылей.
Смерть Ирен Жолио-Кюри в 1956 году явилась для её мужа тяжёлым ударом. Став её преемником на посту директора Института радия и сменив её на преподавательской работе в Сорбонне, он взял на себя также контроль над строительством нового института в Орсей, к югу от Парижа. Однако организм учёного был ослаблен из-за перенесённого двумя годами ранее вирусного гепатита, и 14 августа 1958 года Фредерик Жолио-Кюри скончался в Париже после операции, связанной с внутренним кровоизлиянием. Похоронен 19 августа 1958 года на кладбище в Со (О-де-Сен) под Парижем рядом с женой.
Фредерика Жолио-Кюри характеризовали как человека чуткого, доброго и терпеливого. Он играл на фортепиано, писал пейзажи; много читал. В последние годы жизни посвящал много времени политическим проблемам. В 1940 году Колумбийский университет наградил учёного золотой медалью Барнарда за выдающиеся научные заслуги. Жолио-Кюри был членом Французской академии наук и Медицинской академии Франции, а также иностранным членом многих научных обществ, в том числе и Академии наук СССР (с 1949 года; член-корреспондент с 12.06.1947 года). В СССР Жолио-Кюри также был удостоен Сталинской премии «За укрепление мира между народами» (1951).
Жолио-Кюри является автором афоризмов «Правда путешествует без виз» и «Чем дальше эксперимент от теории, тем ближе он к Нобелевской премии».

## Память
- В Германии на верфи «VEB Mathias Thesen», по проекту 588, разработанному в СССР в 1961 году, 17 октября был спущен на воду речной пассажирский теплоход «Ф. Жолио-Кюри», который сразу был приписан к порту Перми и до сих пор работает на Каме и Волге.
- В городе Дубна Московской области, где Фредерик Жолио-Кюри был с визитом в Объединённом институте ядерных исследований, одна из улиц названа его именем. Именно на этой улице расположено главное административное здание ОИЯИ.
- В столице Болгарии Софии в честь Фредерика Жолио-Кюри названа улица и станция метро.
- В городе Обнинске в честь Фредерика Жолио-Кюри названа улица и установлен бюст.
- В городе Одессе (Украина) одна из улиц Суворовского района названа его именем.
- В 1961 году Международный астрономический союз присвоил имя Фредерика Жолио-Кюри кратеру на обратной стороне Луны.

### В филателии
Ф. Жолио-Кюри изображён на почтовых марках Албании 1959 года (серия из трёх марок), Венгрии 1960 года, ГДР 1964 года.

Почтовые марки
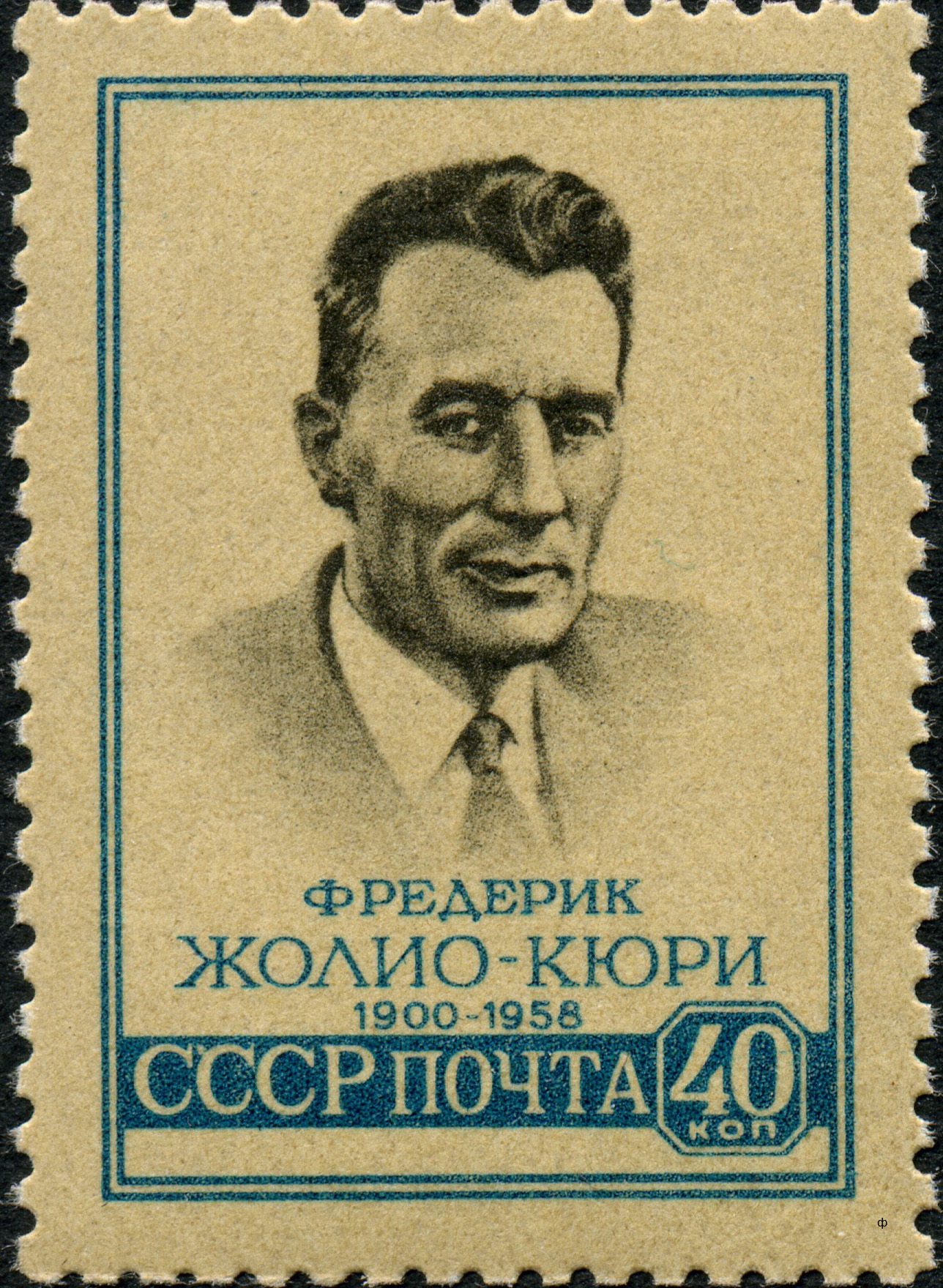
Почтовая марка СССР, 1959 год
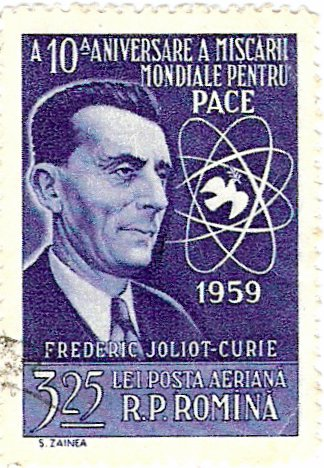
Почтовая марка Румынии, 1959 год